# فوهر
فوهر یا فوئر  (به آلمانی: Föhr) یک جزیره از جزایر فریسی شمالی  است که در سواحل آلمان در دریای شمال واقع شده است. این جزیره بخشی از ناحیه نوردفرایسلند در ایالت شلسویگ-هولشتاین است. فوهر دومین جزیره بزرگ آلمان در دریای شمال است و مقصدی محبوب برای گردشگران به شمار می‌رود. این جزیره از یک شهر کوچک و یازده ناحیه روستایی تشکیل شده و دارای اقلیم آب و هوایی اقیانوسی با زمستان های معتدل و تابستان های نسبتا خنک است.
فوهر که از در دوران نوسنگی یک منطقه مسکونی بوده است تا سال ۱۳۶۲ میلادی بخشی از سرزمین اصلی فریسیای شمالی و متصل به خشکی بود. سپس خط ساحلی فریسیای شمالی توسط طوفان شدیدی که به طوفان مارسلوس معروف است ویران شد و چندین جزیره تشکیل شد که فوهر یکی از آن جزایر بود. بخش شمالی فوهر از مرداب‌ها و تالاب‌ها و بخش جنوبی آن از ماسه‌های سفید تشکیل شده است. از قرون وسطی تا سال ۱۸۶۴ فوهر به پادشاهی دانمارک و دوک‌نشین شلسویگ تعلق داشت، اما پس از آن در نتیجه شکست دانمارک در جنگ دوم شلسویگ، حاکمیت این جزیره به پادشاهی پروس منتقل شد.
دریانوردی در دوران پیشامدرن مهم‌ترین پیشه ساکنین فوهر بوده است. اما پس از پایان عصر دریانوردی، کشاورزی و در نهایت گردشگری به مهم ترین عوامل اقتصادی در این جزیره تبدیل شدند. به این جزیره می‌توان از طریق زمینی(با اتومبیل)، دریایی(قایق و کشتی مسافربری) و هوایی(هواپیما و هلیکوپتر) سفر کرد.
ساکنین این جزیره به زبان‌های آلمانی و فریسی شمالی تکلم می‌کنند.